# 蜡
蜡通常在狭义上是指脂肪酸、一价或二价的脂醇和熔点较高的油状物质；广义上通常是指具有某些类似性状的油脂等物质。在不同的场合下对于‘蜡’的定义也有所区别。但在广义上，蜡通常是在指植物、动物或者矿物等所产生的某种常温下为固体、加热后容易液化或者气化、容易燃烧、不溶于水、具有一定的润滑作用的混合物。

## 蜡的类别
通常意义上，蜡指的是有長烷鏈的有機化合物。自然界的蜡通常是脂肪酸以及長鏈的醇所形成的酯類，而人造臘通常為無官能基的長鏈碳氫化合物。

### 植物蜡
- 大豆蠟
- 木蠟（日语：木蝋）
- 楊梅蠟
- 小燭樹蠟／堪地里蠟
- 日本精蠟
- 棕櫚蠟
- 米糠蠟
- 荷荷芭油
- 蓖麻蠟

### 动物蜡
- 蜂蠟
- 蟲白蠟／中國蠟
- 羊毛蠟
- 鯨蠟

### 矿物蜡
- 褐煤蠟
- 地蠟／石蠟

### 石油蜡
- 微晶蜡来自石油的一种烷烃类的混合物，主要由C26以上的正构、异构和环烷烃组成，且碳原子的分布较宽，碳氢比在1.85左右。微晶蜡具有硬度小、柔韧性好，受力下倾向于塑性流动，延伸度大，挠性好。微晶蜡具有很好的亲油性，在油品中更容易分散，能有效增强油品凝胶强度。微晶蜡广泛用于食品、化工、军工、冶金等行业，发挥防潮、防腐、上光、绝缘、防锈等作用。微晶蜡在特种蜡行业能够很好的改善目的产品的性能。例如在石蜡中添加合适的微晶蜡能改变普通石蜡的晶型，改善石蜡的抗水性和渗透性，增加石蜡的抗弯强度，提高塑性和挠性，从而扩大石蜡的适用范围。
- 石油膏

### 合成蜡
通常是由碳氫化合物合成